# Mosstjärnen (Ekshärads socken, Värmland)
Mosstjärnen är en sjö i Hagfors kommun i Värmland och ingår i Göta älvs huvudavrinningsområde.